# 叶红专
叶红专（1958年6月—），男性，土家族，湖南龙山县人，中华人民共和国政治人物。1976年12月加入中国共产党。湖南广播电视大学专科学历。

## 生平
历任湘西土家族苗族自治州发展计划委员会主任、发展与改革委员会主任；凤凰县委书记、湘西州委常委兼吉首市委书记；2008年12月任湘西州委副书记、代州长，2009年3月正式当选州长；2013年1月任湘西土家族苗族自治州州委书记。2018年1月至2022年1月任湖南省人民代表大会常务委员会副主任。
中国共产党第十八届中央委员会候补委员。